# Graffiti Bridge (película)
Graffiti Bridge es una película de drama musical de rock estadounidense escrita, dirigida y protagonizada por Prince en su cuarto y último papel cinematográfico. Es la secuela de su película Purple Rain estrenada en 1984. Como su predecesor, estuvo acompañado de una banda sonora del mismo nombre.

## Reparto
- Prince
- Morris Day
- Jerome Benton
- The Time
- Jill Jones
- Mavis Staples
- George Clinton
- Ingrid Chavez
- Tevin Campbell
- Robin Power
- Rosie Gaines
- Elisa Fiorillo